# Đuro Ostojić
Pour les articles homonymes, voir Ostojić.
Đuro Ostojić, ou Djuro Ostojic (né le 17 février 1976 à Bar au Monténégro) est un joueur monténégrin de basket-ball, évoluant au poste de pivot.

## Carrière
Đuro Ostojić est membre de l'équipe de Serbie-et-Monténégro, participant au championnat d'Europe 2003 et aux Jeux olympiques 2004. Il est devenu membre de la sélection monténégrine à la suite de la séparation entre la Serbie et le Monténégro.